# 斜率效率
斜率效率（slope efficiency）是雷射的重要參數，可以用繪製雷射輸出功率相對激光泵浦輸入功率的圖中求得。在輸入功率超過激光閾值時，此曲線近似一直線，斜率效率就是這條線的斜率。斜率效率也可以用輸入能量和輸出能量來定義，對於脈衝雷射比較適用。
若在所有輸入功率下，在光腔的光損失均為定值，則在激光閾值以上的線就是直線，有時會有非線性的特性，一般而言會在輸入功率較大時其斜率較小，這代表損失隨輸入功率而增加，多半本質上和熱有關，例如因為透鏡造成的，這在大功率的雷射更為明顯。
不論斜率效率的圖形如何，都可以找出最適的直線，和X軸的交點就是此雷射的閾值。定期的用斜率效率圖來確認激光閾值有助於了解雷射的情形，判斷是否需要翻新。
針對特定激光泵浦，雷射輸出功率的最佳化會在高斜率效率和低激光閾值之間取捨。